# Crystal Palace FC (1861)
Crystal Palace FC (celým názvem: Crystal Palace Football Club) byla založena v roce 1861 a mnoho z jejích původních hráčů bylo členy kriketového klubu Crystal Palace založeného v roce 1857 V roce 1863 se stal zakládajícím členem Football Association. Největším úspěchem bylo semifinále FA Cupu v sezóně 1871/72. Klub se rozpustil v roce 1876 a jeho poslední zaznamenaný zápas byl proti Barnes FC. dne 18. prosince 1875.
It is not connected to the club of the same name formed in 1905. The FA told The Times in April 2022: "Amongst those historians, the broad consensus is that there is not a clear, substantial and continuous link from the Crystal Palace club founded in 1861 to that founded in 1905. Therefore, we will continue to recognise both the 1861 and 1905 foundation dates of the clubs named Crystal Palace." Klubové barvy byly modrá a bílá.
Klub hrál své zápasy na Crystal Palace Park Cricket Ground a později na poli za hospodou Crooked Billet v Penge.

## Úspěchy v domácích pohárech
Zdroj: 
- FA Cup
  - Semifinále: 1871/72